# موسى (فلم)
موسى فيلم خيال علمي مصري من إنتاج سنة 2021. الفيلم من إخراج وتأليف بيتر ميمي، وإنتاج تامر مرسي، ومن بطولة كريم محمود عبد العزيز، وإياد نصار، وأسماء أبو اليزيد، وسارة الشامي، وصلاح عبد الله. الفيلم هو الجزء الثاني من سلسلة أفلام تحمل اسم المستضعفون، بعد فيلم الهرم الرابع للمخرج بيتر ميمي الصادر في 2016.

## ملخص القصة
الفيلم يقدم قصة روبوت في السينما العربية، شاب يتعرض للتنمر بسبب ضعف شخصيته، ولكنه يتغير حينما يُقتل والده أمام عينيه، ويخترع روبوت لمساعدته في الانتقام من القتلة. .

## طاقم التمثيل
| - كريم محمود عبد العزيز: المهندس يحيى - إياد نصار: دكتور فارس نصار - أسماء أبو اليزيد: ريكا - سارة الشامي: مريم - صلاح عبد الله: صالح الخياط | - أحمد حاتم: ضيف شرف "الهرم الرابع" - صبري فواز: سمير الاشقر - محمد جمعة: ناصر بلطجي - محمود حافظ: المقدم زكريا - أحمد ثابت: أمين الشرطة حمدي | - أحمد السلكاوي: ظابط القسم - أحمد عبد الله:مقتحم القطار - شريف البردويلي:مراقب القطار - عبد الرحمن القليوبي:شاب التوك توك - أحمد جمال: ظابط تتبع القطار | - عمرو أديب:الأعلامي - محمد لطفي: ضيف شرف - أحمد العوضي: ضيف شرف - أمير كرارة: ضيف شرف - هشام سليم: ضيف شرف |

بالإشتراك مع: علي حمدي:تاجر سلاح - عادل عبد الرازق:رجل فارس 1 - عمرو عثمان:الطبيب - سيد بحيري: شاب القطار 1 - يوسف علي: شاب القطار 2 - سومة الراسي:الم1يعة - محمد فتحي:ظابط 2 - عمرو شعير:رجل فارس 2 - كاظم نبيل: النقيب محمد ظابط 1 - مروان عبد الحفيظ:رجل فارس 3 - فهد شلبي:رجل فارس 4 - أحمد صالح:رجل سمير الأشقر - رشا عمر:خادمة فارس - كميلة:خادمة مريم - شيحا:رجل ناصر 1 - بلال:رجل ناصر 2
الأطفال"أدم وهدان: أبن د. فارس - أدم كريم: طفل الحارة - عدي حنفي:طفل الحريق 1 - محمد:طفل الحريق 2

## الإنتاج
كتب بيتر ميمي قصة وسيناريو الفيلم، وكان الفيلم من إخراجه أيضا. المنتج تامر مرسي

## وصلات خارجية
- مقالات تستعمل روابط فنية بلا صلة مع ويكي بيانات